# Parwan (Kali Sindh)

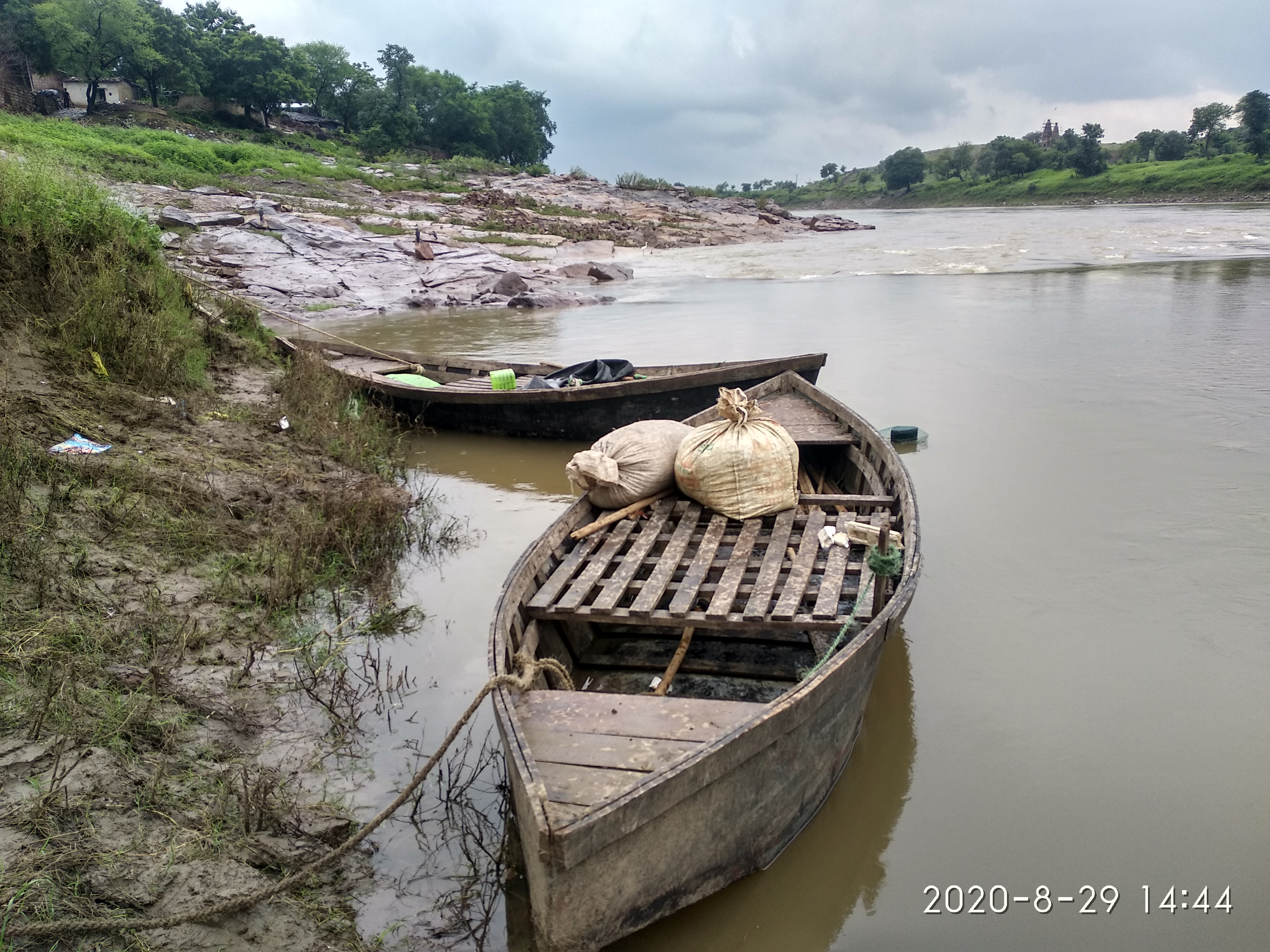
Der Fluss Parban bei Chachorni, Rajasthan, 29. August 2020

Der Parwan ist ein rechter Nebenfluss des Kali Sindh im indischen Bundesstaat Rajasthan.
Der Parwan entsteht am Zusammenfluss von Newaj und Ghorapachhar. Er bildet anfangs die Distriktgrenze zwischen Jhalawar. Anschließend fließt er ein Stück durch den Distrikt Baran, bevor er die Grenze zwischen Baran und Kota bildet. Ein wichtiger linker Nebenfluss ist der Ghar.
Der Parwan hat eine Länge von 125 Kilometern. Einschließlich seines Hauptquellflusses, des Newaj, besitzt er eine Länge von 345 Kilometern.